# Villers-sur-Auchy
Villers-sur-Auchy è un comune francese di 346 abitanti situato nel dipartimento dell'Oise della regione dell'Alta Francia.

## Società

### Evoluzione demografica
Abitanti censiti